# Чисті душі
«Чисті душі» — перший студійний міні-альбом українського гурту «Полинове Поле». Він вийшов у 2008 році на лейблі Kataklysmos Factory.

## Список композицій
| #     | Назва                      | Тривалість |
| ----- | -------------------------- | ---------- |
| 1.    | «Вітер з півночі»          | 6:59       |
| 2.    | «З попелу»                 | 5:25       |
| 3.    | «Та, що танцює на могилах» | 5:02       |
| 4.    | «Чисті душі»               | 6:32       |
| 23:58 |                            |            |

## Учасники запису
- Маріанна Лаба — спів;
- Юрій Круп'як — спів;
- Микола Максименко — гітара;
- Андрій Кіндратович — бас-гітара;
- Олег Рубанов — клавішні;
- Сергій Красуцький — ударні;
- Олександр Усатий — дизайн обкладинки;
- Максим Кернер — запис, зведення.